# Telecupón
Telecupón es un programa español de televisión estrenado por Telecinco el 5 de marzo de 1990 que, entre concursos y variedades, tenía como centro la emisión en directo el sorteo del cupón de la ONCE del día. El programa también se emitió entre 2000 y 2005 a través de Antena 3. El sorteo en solitario, ya fuera del programa Telecupón, se emitiría entre 2006 y 2011 en Cuatro, CNN+ y La Siete, antes de abandonar la televisión definitivamente desde 2011. Desde ese año solo se comunica el resultado del sorteo en La 1, sin realizar la emisión del mismo, que solo se realiza a través de internet en la web de la ONCE.

## Presentadores a lo largo de la historia
- Silvia Marsó (1990-1991)
- Andoni Ferreño (1990-1991)
- Belén Rueda (1991)
- Agustín Bravo (1991-1996)
- Carmen Sevilla (1991-1997)
- Belinda Washington (1998)

## Cadenas
- Telecinco (1990-1999).
- Antena 3 (2000-2005).
- Cuatro (1 de enero de 2006 - 31 de diciembre de 2008).
- CNN+ (1 de enero de 2009 - 28 de diciembre de 2010, por cierre del canal).
- La Siete (29 de diciembre de 2010 - 31 de diciembre de 2011).
- La 1 de TVE (desde el 1 de enero de 2012, sin sorteo). Estos espacios se ofrecerán tras finalizar el informativo y antes del programa dedicado al tiempo (entre las 22.00 y las 22.15 horas), e incluirán información sobre el número premiado del Cupón de la ONCE, en sus diferentes modalidades: Cupón Diario (lunes a jueves), Cuponazo (viernes) y Cupón Fin de Semana (sábados y domingos). Los sábados este espacio se ofrecerá después de Informe semanal, a partir de las 22.30 horas. El sorteo en directo y en diferido se podrá ver en la página oficial de la ONCE.

## Historia
El programa empezó como parte de la parrilla de programación inaugural de Telecinco en marzo de 1990. Sus primeros presentadores fueron Silvia Marsó y Andoni Ferreño. En esta etapa, además del sorteo, se emitía una actuación musical y El Juego del Zodiaco. Silvia y Andoni serían reemplazados un año más tarde por Belén Rueda y Agustín Bravo. Belén estuvo solo unos meses, y acabaría siendo sustituida por Carmen Sevilla.
Con Carmen Sevilla, que acompañaba a Agustín Bravo, Telecupón vivió sus temporadas de mayor audiencia, dando a la antigua cantante y actriz la oportunidad de debutar como presentadora y de recuperar la fama para el público. En esta época se incluyó en el programa el primer videojuego interactivo en televisión con el personaje Hugo, doblado por José Carabias, que alcanzaría una gran popularidad en España.
La nota de color era dada también por la azafatas que extraían y cantaban los números que formarían el cupón de cada día. De esa época cabe destacar Leli Céspedes, exmujer de Ernesto Neira (el exmarido de Carmen Ordóñez), Makoke (la exmujer de Kiko Matamoros) y Elena Núñez (la exnovia del cantante Charly del grupo mexicano Garibaldi).
Agustín Bravo abandonaría el programa en 1995. Desde entonces, la presentación del sorteo quedaría a cargo de las propias chicas. A finales de 1996 se incluyó la novedad de que el sorteo lo presentara un equipo mixto de modelos, introduciendo chicos y chicas. Durante este periodo, el equipo de modelos fue ganando importancia respecto a Carmen Sevilla, al ir reduciéndose poco a poco el espacio para concursos, para acabar reduciendo el programa a la mera retransmisión del sorteo. En la víspera de Navidad de 1997, Carmen abandonó finalmente el programa en un programa homenaje hacia ella, y desde entonces se dejaría la presentación del sorteo en solitario a los chicos y chicas.
Poco después, Telecupón abandonaría la programación de Telecinco y sería trasladado a la programación de Antena 3, con Belinda Washington de presentadora, y de nuevo solo con chicas en el sorteo. En esta época, el programa se reducía al sorteo y a un breve reportaje sobre la ONCE. Belinda abandonaría el programa a los pocos meses, y desde entonces el programa se reduciría al sorteo, y solo con las chicas, y posteriormente el regreso de los chicos, que realizaran la extracción de las bolas. En octubre de 2004, aparece "El Combo", un nuevo juego de la ONCE, cuyo sorteo se celebraba y emitía en la noche del sábado en el mismo horario que el resto de sorteos. Los bombos utilizados para este sorteo utilizaban las mismas bolas que las del cupón, y la esfera en la que giraban era también bastante similar, con la diferencia de que estos bombos se encontraban dispuestos en un panel, facilitando así la tarea de colocación de las bolas y requiriendo solo de dos personas para colocar las bolas en dicho panel. Para esta labor, se optó por reintroducir a los hombres como azafatos acompañados de una de las azafatas del Telecupón (entendiéndose como tales las que participaban en el sorteo del cupón "tradicional"),   Tras esto, la retransmisión del sorteo pasaría a Cuatro desde el 1 de enero de 2006, abandonando el nombre de Telecupón de forma oficial, y siendo simplemente conocido como "sorteo de la ONCE", denominación con la cual pasaría por CNN+ y La Siete. En la actualidad, y desde 2012, el sorteo se retransmite únicamente por internet a través de la web de la ONCE, y el resultado se comunica minutos más tarde en La 1 tras la emisión del Telediario.

## El Sorteo
Durante toda la historia del programa, la extracción de las bolas del sorteo era efectuada por modelos, muchas veces procedentes de certámenes de Misses. En las primeras etapas, la introducción del sorteo se hacía a medias entre los dos presentadores, Marsó y Ferreño al principio, y Rueda y Bravo después. Con la llegada de Carmen Sevilla, se dejó la tarea de la presentación para Agustín Bravo en solitario, y cuando este abandonó el programa, la presentación corrió a cargo de las propias modelos. En todo momento, el número extraído era siempre cantado por las chicas, tanto en la etapa presentada por Bravo como en la etapa presentada por ellas mismas. A finales de 1996, se introdujeron por primera vez modelos masculinos entre las habituales femeninas, y en esta etapa las bolas eran cantadas cada una alternativamente por una de las chicas y uno de los chicos. Tras varios años y cambios de cadena, acabó automatizándose por completo la extracción de los bombos, desapareciendo los modelos del plató y realizando la presentación y canto de los números una voz en off.
En un espacio del plató se colocaban cinco bombos individuales, cada uno con diez bolas dentro numeradas del 0 al 9. Durante la mayor parte del programa, los bombos se encontraban estáticos, y solo se ponían en marcha en el momento en que se iba a proceder a la realización del sorteo. Estos cinco bombos representaban las cinco cifras del número que resultaría agraciado, por orden, decenas de millar, unidades de millar, centenas, decenas y unidades. Además, los viernes se colocaba un sexto bombo de un tamaño considerablemente mayor al resto, en el que se introducían varios cientos de bolas, cada una con un número de hasta tres cifras. De este bombo se extraería la serie que otorgaría el premio del Cuponazo para un único cupón con la serie agraciada. Este bombo solo empezaba a girar una vez habían sido extraídas las cinco cifras anteriores, permaneciendo parado el resto del tiempo.
La introducción del sorteo se realizaba siempre pronunciando el siguiente texto: Hoy... [fecha] ... la cuantía de los premios a repartir es de [premio por cupón y premio por tira] para todos aquellos cupones cuyas cinco cifras coincidan con las del número agraciado y estén dispuestas en el mismo orden. Así mismo, obtienen premio de diferente cuantía todos aquellos cupones cuyas cuatro, tres, dos, o última cifra coincidan con las del número agraciado y estén dispuestas también en el mismo orden. Una vez realizadas las comprobaciones previas y diarias, se procederá a extraer las bolas que compondrán el número premiado de esta noche. Los viernes se añadían las referencias al cuponazo y al bombo de la serie.
Después se enunciaba la posición en el número que se iba a extraer (decenas de millar, unidades de millar, centenas, decenas o unidades) y el bombo automáticamente extraía la bola que cantaba la azafata. Un jurado compuesto por personal de la once y un notario certificaban la legalidad y ausencia de fraude o error en las extracciones. Por ejemplo, se dio el caso en ocasiones de que una azafata cogía el número 6 o 9 al revés y cantaba el número contrario. Era inmediatamente corregida por el jurado si esto sucedía.

## Concursos del programa

### El juego del zodiaco
Los espectadores debían enviar sus cupones no premiados al programa. Por cada cupón que enviaran, si su carta era la elegida, ganarían más o menos dinero, y también contaba si eran del mismo número o diferentes. Además podían jugar al juego del Zodiaco. En un panel con los doce signos, el concursante debía escoger dos de ellos. Detrás de ellos había distintos premios: viajes, motos, etc. Ganaría los dos premios que sacara. Los fines de semana se hacía una edición especial del concurso, con un concursante en plató y otro en casa que jugaban en equipo. El concursante en plató miraba el panel por detrás para saber dónde estaba el mejor premio, y con mímica debía decir al concursante al teléfono el signo que debía abrir. Al final los dos ganarían el premio que abriera el concursante en casa.
Con la llegada de Carmen Sevilla, el juego cambió. Seguían los doce signos, pero las casillas ahora estaban divididas en dos mitades. El concursante debía decir un signo, y además si quería la parte de arriba o la de abajo. Partía con un dinero base de 50.000 pesetas. En la parte superior se contenían regalos del estilo del panel antiguo, mientras que en la parte inferior podía aparecer un sol, una luna o un igual, que respectivamente hacían doblar, dividir entre dos o mantener igual el dinero que fuera ganando. También se hizo una versión infantil con premios adaptados a los niños.

### El juego de Hugo
El concursante controlaba con el teléfono el movimiento de Hugo, un simpático trol de animación que debía rescatar a Hugolina y a sus hijos, Hugolindo y Hugolinda, de las garras de la bruja Maldicia, en un videojuego con tres fases, el tren, el avión y el rescate final. Durante el juego podía conseguir una puntuación mayor o menor. Cada punto se traducía en una peseta, y la cifra máxima que se podía ganar, de superar a la perfección el juego, era de 300.000 pesetas. Se partía con tres vidas, y perderlas todas significaba abandonar el juego, pero conservando el dinero ganado.
En la fase del tren, el concursante debía elegir la vía por la que moverse con la ayuda de un minimapa, esquivando los trenes frontales y evitando chocar con una vía muerta, lo que le haría perder una vida. Solo podía cambiar de vía cuando encontrara un paso, apareciendo la tecla del teléfono a pulsar para moverse en esa dirección. En las vías laterales podía recoger bolsas que le darían un dinero extra cada una. Al completar la fase, le darían un bonus de 25.000 pesetas.
En la fase del avión, con el teléfono podía moverse a izquierda o derecha pilotando un avión. En el recorrido podía encontrarse globos azules, globos rojos y nubes tormentosas. Los globos azules tenían bolsas colgando, con idéntico premio a la fase anterior. Los globos rojos explotaban al tocarlos, y las nubes lanzaban un rayo al avión. En ambos casos, se perdía una vida. Se podía consultar el mapa en todo momento. Había que llegar a la montaña de la parte superior central antes de que se agotara el combustible. De quedarse sin fuel, quedaría automáticamente eliminado. Llegar a tiempo le daría un bonus de 25.000 pesetas.
En la última fase, se ofrecían tres cuerdas numeradas para elegir una de las tres. Una era mala, otra regular y la otra buena. La mala producía eliminación instantánea con la expulsión de Hugo. La regular permitía escapar a la bruja y realizar el rescate de la familia de Hugo, dándose un bonus moderado de dinero, y la mejor de las tres capturaba a la bruja y rescataba a Hugolina, produciendo el bonus suficiente para llegar automáticamente a las 300.000 pesetas.

### El nuevo juego del zodiaco
En este último juego del zodiaco se recuperaba la mecánica original de doce casillas con un único premio detrás de cada una, pero se introducía como novedad la inclusión de una ovejita negra y una ovejita blanca entre los regalos. La ovejita negra dejaba al concursante sin nada, mientras que la ovejita blanca le permitía ganar el dinero de un bote que iba aumentando semana a semana de no salir. Aparte de esta modificación, seguía el mismo esquema de juegos del zodiaco anteriores.